# Довбуш (фильм)
«Довбуш» — украинский художественный исторический фильм режиссёра Олеся Санина, рассказывающий о повстанческом движении карпатских опришков во главе с Олексой Довбушем в XVIII веке. Главные роли в нём сыграли Сергей Стрельников, Алексей Гнатковский и Дарья Плахтий. Фильм вышел в украинский прокат 24 августа 2023 года. Он стал одним из самых масштабных и дорогих украинских фильмов.

## Сюжет
Действие фильма происходит в Карпатах в начале 18 века. Жестокое правление польской шляхты вынуждает гуцулов бежать в горы. Два брата, Олекса и Иван Довбуши, изгнаны и становятся опришками. В поисках мести панам за убийство родителей, братья становятся врагами. Один хочет денег, другой — справедливости. Гуцулы начинают восстание, которое возглавляет Олекса.

## В ролях
- Сергей Стрельников — Олекса Довбуш
- Алексей Гнатковский — Иван Довбуш
- Дарья Плахтий — Маричка
- Агата Бузек — княгиня Яблуновская
- Матеуш Косьцюкевич — полковник Пшелуский
- Ежи Шейбаль — гетьман Потоцкий
- Александр Мавриц — Стефан Дзвинчук
- Лузер Тверски[англ.] — Баал-Шем-Тов
- Ростислав Держипильский — опришок Правица, наставник Ивана Довбуша
- Дмитрий Вивчарюк — опришок Забо
- Роман Ясиновский — опришок Адам
- Олег Шульга — опришок «Стрелок»
- Владимир Беляев — Шрам
- Олег Драч — граф Денгоф
- Екатерина Павленко — мольфарка
- Артём Милевский — шинкарь

## Производство и релиз
Работа над фильмом началась в 2018 году. Съёмки не раз откладывались по техническим причинам — в частности, из-за пандемии коронавируса. Они начались весной 2021 года и проходили в Карпатах. Премьера изначально была запланирована на осень 2021 года, позже её перенесли на весну 2022 года, но из-за российского военного вторжения на Украину картина вышла в украинский прокат только 24 августа 2023 года.
Натурные съемки проходили в Карпатах, Львове, Тернопольской области и Киеве. Среди локаций — древние замки (в частности, Свиржский) во Львовской области и другие исторические объекты, позволяющие создать атмосферу эпохи первой половины XVIII века.
Бюджет фильма составил около 120 млн грн (более 3 млн долларов), 65 млн из которых были предоставлены Государственным агентством Украины по кино. Для съемки было сшито более 1000 костюмов, над которыми работало более 3000 костюмеров, а количество людей, одновременно привлеченных в съемочном процессе, — около 600 человек.